# Archie of Sussex
Prince Archie of Sussex, öffentlich auch bekannt als Archie Harrison Mountbatten-Windsor (* 6. Mai 2019 in London), vor seiner Geburt auch als Baby Sussex bezeichnet, ist das erste Kind von Harry, Duke of Sussex und Meghan, Duchess of Sussex.
Er ist der Enkel von König Charles III. und entstammt damit dem Königshaus Windsor. Da seine Mutter US-Amerikanerin ist, besitzt er neben der britischen auch die US-amerikanische Staatsbürgerschaft. Lilibet Mountbatten-Windsor ist seine jüngere Schwester.

## Geburt

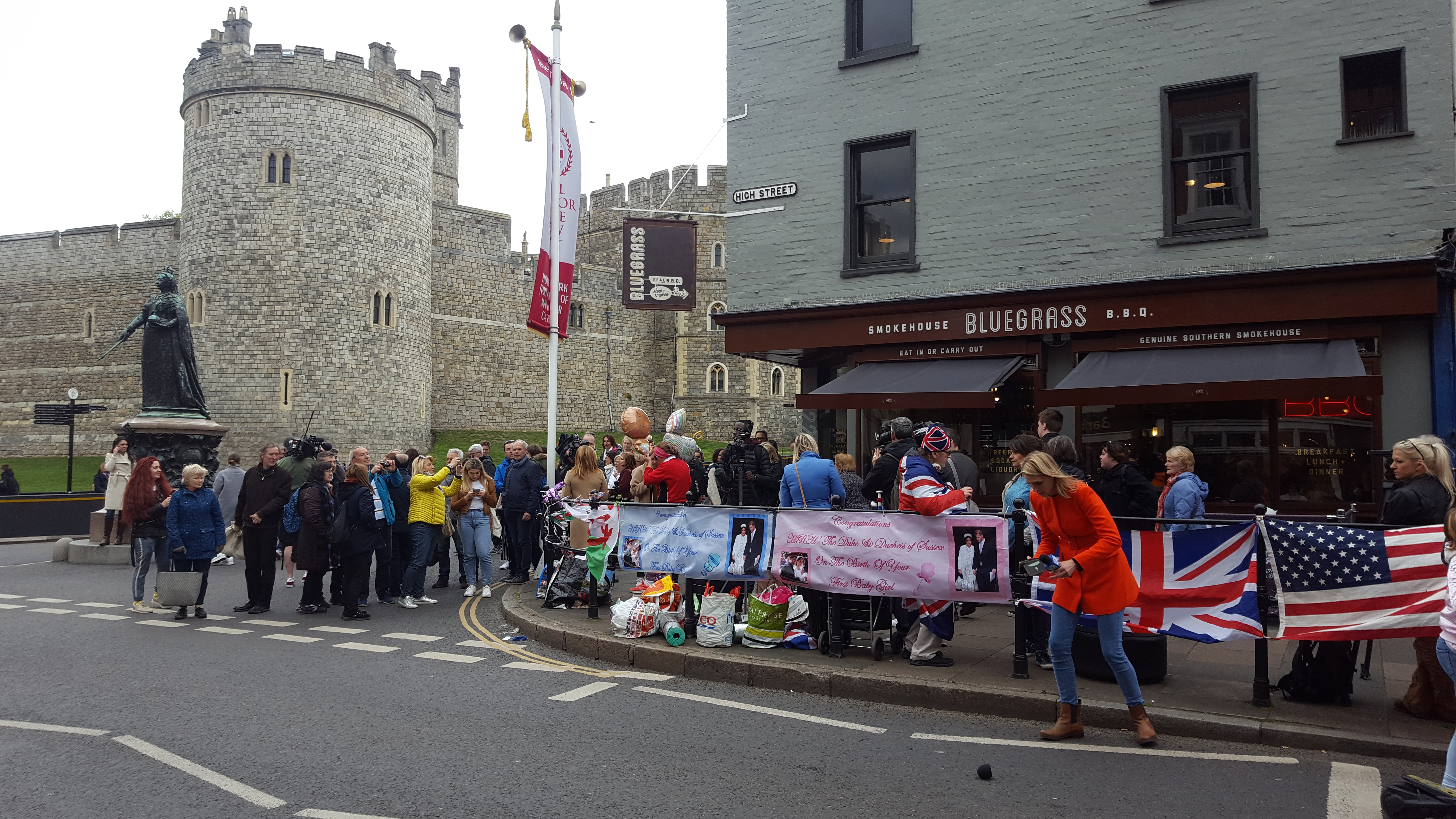
Zuschauer und Journalisten erwarten am 6. Mai 2019 in der Nähe von Windsor Castle Neuigkeiten über die Geburt

Am 15. Oktober 2018 ließ der Kensington Palace die Schwangerschaft der Duchess of Sussex verlautbaren. Am Nachmittag des 6. Mai 2019 gab der Buckingham Palace bekannt, dass sie einen gesunden Sohn zur Welt gebracht habe. Die Geburt fand im Portland Hospital in der City of Westminster statt. Der Name wurde zwei Tage später bekanntgegeben.
Obwohl es recht unwahrscheinlich ist, dass er je eine bedeutende Rolle in der Thronfolge haben wird, waren wegen der Bekanntheit der Eltern die Schwangerschaft und vor allem die Geburt und die Tage danach ein mediales Massenereignis, über das international berichtet wurde. Am 6. Juli 2019 wurde Archie im engsten Kreis der Familie in der St. Georgs-Kapelle von Schloss Windsor durch Erzbischof Justin Welby mit Wasser aus dem Jordan getauft und in die Kirche von England aufgenommen.

## Titel und Thronfolge
Nach seiner Geburt trug Archie gemäß dem geltenden Letters Patents weder den Prinzentitel noch den Prädikatstitel His Royal Highness. Beides steht den Kindern des Monarchen, den Kindern von Söhnen des Monarchen und den Kindern des ältesten Sohns des Prince of Wales zu. Seitdem Charles III. König des Vereinigten Königreichs ist, hat Archie entsprechend Anspruch auf den Titel His Royal Highness Prince Archie of Sussex. Im März 2023 gaben seine Eltern und der Palast bekannt, dass die Titel bei formellen Anlässen verwendet werden würden (nicht jedoch im alltäglichen Sprachgebrauch der Familie).
Als Heir Apparent des Duke of Sussex steht ihm seit Geburt ebenfalls der Höflichkeitstitel Earl of Dumbarton zu. Die Eltern machten jedoch früh deutlich, dass sie auf eine Benutzung des Earlstitels für ihren Sohn verzichten. Die Anrede lautete daher im Vereinigten Königreich anfangs „Master Archie Mountbatten-Windsor“. Master ist im gehobenen britischen Englisch eine höfliche Anrede für Jungen.
Archie Mountbatten-Windsor steht nach seinem Onkel Prinz William, dessen Kindern George, Charlotte und Louis sowie seinem Vater an sechster Stelle der britischen Thronfolge.

## Vorfahren
| Ahnentafel Archie Harrison Mountbatten-Windsor | Ahnentafel Archie Harrison Mountbatten-Windsor                                                             | Ahnentafel Archie Harrison Mountbatten-Windsor                                                  | Ahnentafel Archie Harrison Mountbatten-Windsor                                       | Ahnentafel Archie Harrison Mountbatten-Windsor                                       | Ahnentafel Archie Harrison Mountbatten-Windsor                        | Ahnentafel Archie Harrison Mountbatten-Windsor                          | Ahnentafel Archie Harrison Mountbatten-Windsor                     | Ahnentafel Archie Harrison Mountbatten-Windsor                     |
| ---------------------------------------------- | --- | ----------------------------------------------------------------------------------------------- | ------------------------------------------------------------------------------------ | ------------------------------------------------------------------------------------ | --------------------------------------------------------------------- | ----------------------------------------------------------------------- | ------------------------------------------------------------------ | ------------------------------------------------------------------ |
| Ururgroßeltern                                 | Prinz Andreas von Griechenland und Dänemark (1882–1944) ⚭ 1903 Prinzessin Alice von Battenberg (1885–1969) | König Georg VI. (1895–1952) ⚭ 1923 Elizabeth Bowes-Lyon (1900–2002)                             | Albert Spencer, 7. Earl Spencer (1892–1975) ⚭ 1919 Lady Cynthia Hamilton (1897–1972) | Maurice Roche, 4. Baron Fermoy (1885–1955) ⚭ 1931 Ruth Gill (1908–1993)              | Isaac Thomas Markle (1891–1972) ⚭ Ruth Ann Markle (1892–1963)         | Frederick George Sanders (1873–1944) ⚭ Gertrude May Sanders (1887–1938) | Steven R. Ragland (1908–1983) ⚭ Louise Ragland (1914–1956)         | James Arnold (1909–1939) ⚭ Nettie Pritchard (1897–1980)            |
| Urgroßeltern                                   | Prinz Philip von Griechenland und Dänemark (1921–2021) ⚭ 1947 Königin Elisabeth II. (1926–2022)            | Prinz Philip von Griechenland und Dänemark (1921–2021) ⚭ 1947 Königin Elisabeth II. (1926–2022) | John Spencer, 8. Earl Spencer (1924–1992) ⚭ 1954–1969 Hon. Frances Roche (1936–2004) | John Spencer, 8. Earl Spencer (1924–1992) ⚭ 1954–1969 Hon. Frances Roche (1936–2004) | Gordon Arnold Markle (1918–1982) ⚭ Doris May Rita Sanders (1920–2011) | Gordon Arnold Markle (1918–1982) ⚭ Doris May Rita Sanders (1920–2011)   | Alvin Azell Ragland (1929–2011) ⚭ Jeanette Johnson (1929–2000)     | Alvin Azell Ragland (1929–2011) ⚭ Jeanette Johnson (1929–2000)     |
| Großeltern                                     | König Charles III. (* 1948) ⚭ 1981–1996 Lady Diana Spencer (1961–1997)                                     | König Charles III. (* 1948) ⚭ 1981–1996 Lady Diana Spencer (1961–1997)                          | König Charles III. (* 1948) ⚭ 1981–1996 Lady Diana Spencer (1961–1997)               | König Charles III. (* 1948) ⚭ 1981–1996 Lady Diana Spencer (1961–1997)               | Thomas Markle (* 1944) ⚭ 1979–1987 Doria Ragland (* 1956)             | Thomas Markle (* 1944) ⚭ 1979–1987 Doria Ragland (* 1956)               | Thomas Markle (* 1944) ⚭ 1979–1987 Doria Ragland (* 1956)          | Thomas Markle (* 1944) ⚭ 1979–1987 Doria Ragland (* 1956)          |
| Eltern                                         | Prinz Harry, Duke of Sussex (* 1984) ⚭ 2018 Meghan Markle (* 1981)                                         | Prinz Harry, Duke of Sussex (* 1984) ⚭ 2018 Meghan Markle (* 1981)                              | Prinz Harry, Duke of Sussex (* 1984) ⚭ 2018 Meghan Markle (* 1981)                   | Prinz Harry, Duke of Sussex (* 1984) ⚭ 2018 Meghan Markle (* 1981)                   | Prinz Harry, Duke of Sussex (* 1984) ⚭ 2018 Meghan Markle (* 1981)    | Prinz Harry, Duke of Sussex (* 1984) ⚭ 2018 Meghan Markle (* 1981)      | Prinz Harry, Duke of Sussex (* 1984) ⚭ 2018 Meghan Markle (* 1981) | Prinz Harry, Duke of Sussex (* 1984) ⚭ 2018 Meghan Markle (* 1981) |
| Prinz Archie von Sussex (* 2019)               | |                                                                                                 |                                                                                      |                                                                                      |                                                                       |                                                                         |                                                                    |                                                                    |

## Baby-Sussex-Effekt
Als Baby-Sussex-Effekt wird im Vereinigten Königreich eine globale Kampagne bezeichnet, die unter dem Hashtag #GlobalSussexBabyShower £22.000 für gemeinnützige Organisationen, die vom Herzogenpaar unterstützt werden, gesammelt hat. Später bat das Paar auch offiziell darum, von Geschenken abzusehen und stattdessen an die Organisationen zu spenden.